# Sinocyclocheilus hyalinus
Sinocyclocheilus hyalinus är en fiskart som beskrevs av Chen och Yang, 1993. Sinocyclocheilus hyalinus ingår i släktet Sinocyclocheilus och familjen karpfiskar. IUCN kategoriserar arten globalt som sårbar. Inga underarter finns listade i Catalogue of Life.